# Gare de La Levade
La gare de La Levade est une gare ferroviaire française de la ligne de Saint-Germain-des-Fossés à Nîmes-Courbessac (également appelée Ligne des Cévennes), située à La Levade, écart de la commune de La Grand-Combe, dans le département du Gard en région Occitanie.
Elle est mise en service en 1840 par la Compagnie des Mines de la Grand’Combe et des chemins de fer du Gard. 
C'est une halte voyageurs de la Société nationale des chemins de fer français (SNCF), desservie par des trains TER Occitanie.

## Situation ferroviaire
Établie à 202 mètres d'altitude, la gare de La Levade est située au point kilométrique (PK) 657,600 de la ligne de Saint-Germain-des-Fossés à Nîmes-Courbessac entre les gares de Sainte-Cécile-d'Andorge et de Grand'Combe-La Pise.

## Histoire
La gare de La Levade figure dans la nomenclature 1911 des gares, stations et haltes, de la Compagnie des chemins de fer de Paris à Lyon et à la Méditerranée. Elle porte le no 12 de la ligne de Moret-les-Sablons à Nîmes (9e section). Elle dispose du service complet de la grande vitesse (GV), « à l'exclusion des chevaux chargés dans des wagons-écuries s'ouvrant en bout et des voitures à 4 roues, à deux fonds et à deux banquettes dans l'intérieur, omnibus, diligences, etc. »  et du service complet de la petite vitesse (PV) avec la même limitation.

## Fréquentation
Selon les estimations de la SNCF, la fréquentation annuelle de la gare figure dans le tableau ci-dessous.
| Année               | 2015 | 2016 | 2017 | 2018 | 2019  | 2020 | 2021 | 2022 | 2023 |
| ------------------- | ---- | ---- | ---- | ---- | ----- | ---- | ---- | ---- | ---- |
| Nombre de voyageurs | 349  | 445  | 521  | 676  | 1 020 | 448  | 598  | 710  | 937  |

## Service des voyageurs

### Accueil
Halte SNCF, c'est un point d'arrêt non géré (PANG) à entrée libre.

### Desserte
La Levade est desservie par des trains TER Occitanie qui effectuent des missions entre les gares de Génolhac et de Nîmes.

### Intermodalité
Un parking pour les véhicules est aménagé.